# غويدو أندريوزي
غويدو أندريوزي (بالإسبانية: Guido Andreozzi)‏ مواليد 5 أغسطس 1991 في بوينس آيرس، هو لاعب كرة مضرب أرجنتيني. بدأ مسيرته كمحترف في سنة 2008. وصل إلى المركز 134 في تصنيف الفردي.

## النهائيات

### الفردي (4)
| الحصيلة | الرقم | التاريخ        | الدورة                   | الأرضية | الشريك        | المنافس في النهائي             | النتيجة  |
| ------- | ----- | -------------- | ------------------------ | ------- | ------------- | ------------------------------ | -------- |
| الفوز   | 1.    | 18 سبتمبر 2011 | بيلو هوريزونتي، البرازيل | ترابية  | إدواردو شوانك | ريكاردو هوسيفار كريستيان ليندل | 6–2, 6–4 |
| الفوز   | 2.    | 1 أكتوبر 2011  | ريسيفي، البرازيل         | صلبة    | مارسيل فيلدر  | رودريغو جريلي أندريه ميلي      | 6–3, 6–3 |
| الفوز   | 3.    | 12 مايو 2012   | ريو كيونتي، البرازيل     | صلبة    | مارسيل فيلدر  | تياجو ألفيس أوجاستو لارانجا    | 6–3, 6–3 |

## روابط خارجية
- غويدو أندريوزي على موقع رابطة محترفي التنس (الإنجليزية)
- غويدو أندريوزي على موقع الاتحاد الدولي لكرة المضرب (الإنجليزية)
- غويدو أندريوزي على موقع خلاصة التنس.كوم (الإنجليزية)
- غويدو أندريوزي على موقع إي إس بي إن.كوم (الإنجليزية)